# Osvaldo Agripino de Castro Junior
Osvaldo Agripino de Castro Junior (Rio de Janeiro, RJ, 2 de junho de 1963) é um professor, advogado e ex-piloto de navios brasileiro, destacado especialista em Direito Marítimo, Portuário e Regulação. Atualmente é professor titular dos programas de Mestrado e Doutorado em Ciência Jurídica da Universidade do Vale do Itajaí e do Mestrado em Engenharia dos Transportes da Universidade Federal de Santa Catarina. Exerce também a advocacia, tendo escritório próprio em Itajaí, SC, onde reside.

## Biografia

### Primeiros anos e carreira na Marinha Mercante
Nascido no Rio de Janeiro, RJ, em 2 de junho de 1963, filho mais velho de Osvaldo Agripino de Castro, militar da Marinha do Brasil, e de Ceci Diniz Castro, professora. Descende de tradicional família de origem nordestina, tendo seu avô materno, Manoel Leopoldo Diniz, sido empresário do ramo das salinas em Macau e Areia Branca, no estado do Rio Grande do Norte, nos anos 1940 e 1950.
Viveu a infância e a juventude entre sua cidade-natal, Brasília e Fortaleza, devido às obrigações do serviço militar de seu pai. Ingressou em 1981, aos 17 anos, na Escola de Formação de Oficiais da Marinha Mercante, do Centro de Instrução Almirante Graça Aranha. Graduou-se bacharel em Ciências Náuticas em 1983, passando a estar habilitado a tripular navios mercantes como Oficial de Náutica sob a bandeira de qualquer país.
Atuou, entre 1984 e 1987, como piloto no longo curso de embarcações de várias empresas de navegação brasileiras, dentre elas Docenave e Fronape, subsidiárias respectivamente da Vale do Rio Doce e da Petrobras. Nesta condição, viajou para vinte e sete países, tendo operado em sessenta e cinco portos e circunavegado o globo em duas oportunidades.

### Carreira jurídica
Abdicou da vida de marinheiro e matriculou-se em 1987, aos 24 anos, na Faculdade de Direito da Universidade do Estado do Rio de Janeiro, após ser aprovado no vestibular.
Durante a graduação, ingressou como estagiário no escritório do advogado José Haroldo dos Anjos, em 1988. Ali teve a chance de ter como mentor um dos maiores doutrinadores do Direito Marítimo do País, Carlos Rubens Caminha Gomes, consultor técnico do escritório até seu falecimento, em 1991. Ainda durante o estágio, colaborou na preparação de uma das mais significativas obras do ramo jurídico-marítimo, o Curso de Direito Marítimo dos dois supracitados juristas, publicada em 1992. Uma vez formado e aprovado no Exame de Ordem, em 1993, juntou-se ao corpo de advogados do escritório, lá permanecendo por mais de duas décadas, até 2015, quando desligou-se para fundar sua própria sociedade de advogados.

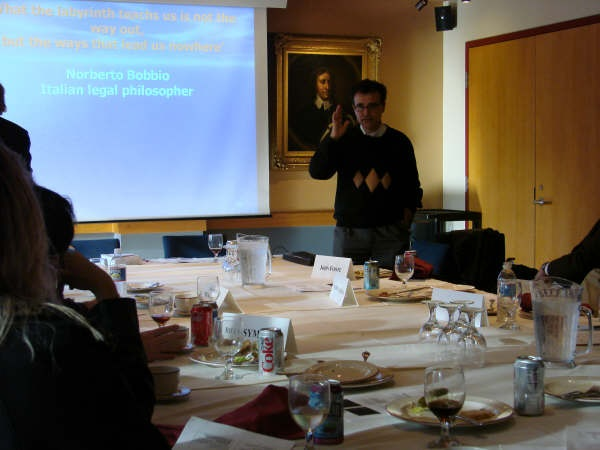
Osvaldo Agripino como senior fellow da Harvard University, em 2008

Concluído o bacharelado, logo iniciou o Mestrado em Direito, pela Pontifícia Universidade Católica do Rio de Janeiro, em 1994. Nesta ocasião aproveitou o efervescente ambiente acadêmico da cidade para expandir os horizontes de sua pesquisa para além do espectro puramente jurídico, assistindo no Instituto Universitário de Pesquisas do Rio de Janeiro aulas de, entre outros, os cientistias políticos Renato Lessa (de), Luiz Werneck Vianna e José Murilo de Carvalho. Este último, junto ao constitucionalista José Ribas Vieira, acabou por ser o co-orientador de sua dissertação, defendida em 1996, que versou sobre o influxo democrático no Poder Judiciário brasileiro. O estudo foi no ano seguinte publicado pela editora Sergio Antonio Fabris, sob o título A Democratização do Poder Judiciário.
Na sequência, começou o Doutorado em Direito na Universidade Federal de Santa Catarina, em 1998. Sua pesquisa, um estudo comparado entre os sistemas judiciais do Brasil e dos Estados Unidos, o levou à Universidade Stanford (en), no ano 2000, como visiting scholar da escola de direito da instituição, onde foi orientado pelo professor Lawrence M. Friedman, o mais influente historiador do Direito do início do século XXI. De volta ao Brasil, defendeu sua tese no ano seguinte, sob a orientação da professora Odete Maria de Oliveira. Ainda em 2001, a primeira parte da tese foi publicada sob o título Introdução à História do Direito: Estados Unidos x Brasil, pela editora do Complexo de Ensino Superior de Santa Catarina. Em 2004, obra de maior fôlego veio à lume, com base na íntegra do estudo doutoral, nomeada Introdução ao Direito e Desenvolvimento: Estudo comparado para a reforma do sistema judicial, publicada pela Editora da Ordem dos Advogados do Brasil.
Durante o período doutoral, entre 1997 e 2001, foi concomitantemente professor das cadeiras de Direito Constitucional, Direito Administrativo e Direito Tributário na Faculdade de Direito da Universidade do Grande Rio e de Direito Marítimo e Regulação dos Transportes na Escola Brasileira de Administração Pública e de Empresas, da Fundação Getulio Vargas, no Rio de Janeiro, RJ.
Uma vez alcançado o título de doutor em Direito pela Universidade Federal de Santa Catarina, passou a residir em Florianópolis, SC, assumindo as cadeiras de Direito Marítimo, Regulação e de Normas da Organização Mundial do Comércio da Facudade de Direito do Complexo de Ensino Superior de Santa Catarina, onde permaneceu até 2010. Em 2005, ingressou no quadro de professores titulares dos programas de Mestrado e Doutorado em Ciência Jurídica da Universidade do Vale do Itajaí, ministrando desde então as disciplinas de Direito Marítimo, Direito Portuário e Regulação dos Transportes.

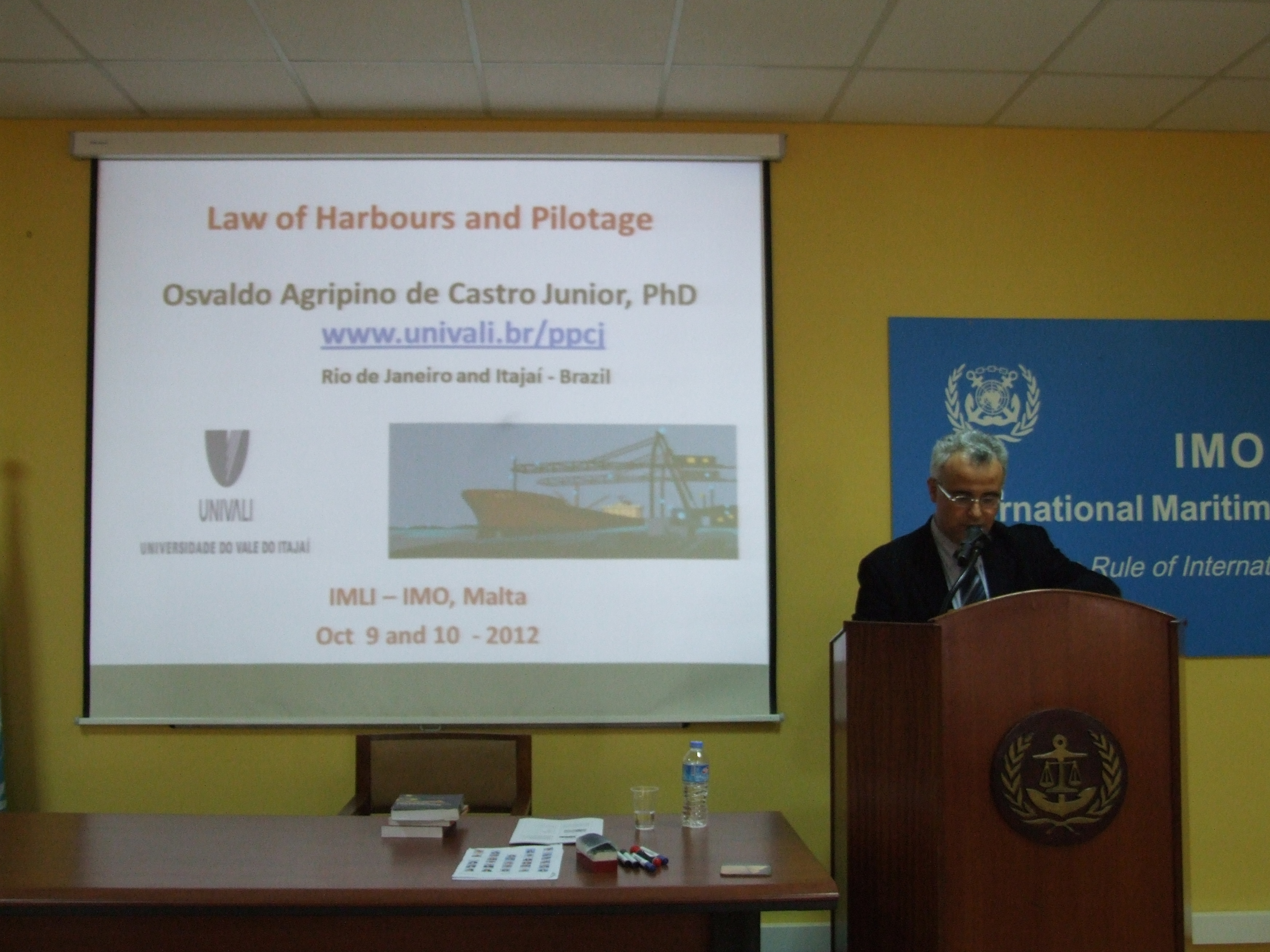
Osvaldo Agripino no International Maritime Law Institute, em Malta, em 2012

Enquanto professor titular em Itajaí, SC, retornou, em 2008, aos Estados Unidos, dessa vez como senior fellow do Mossavar-Rahmani Center for Business and Government, na John F. Kennedy School of Government (en), da Universidade Harvard (en). Lá, desenvolveu pesquisa relacionada à regulação de transportes aquaviários, que culminou na publicação da obra Direito Regulatório e Inovação nos Transportes e Portos nos Estados Unidos e Brasil, pela Conceito Editorial, no ano seguinte.
A datar de 2009, passou a ser convidado como professor visitante do International Maritime Law Institute, instituição mantida pela Organização Marítima Internacional (en), em Malta. Exerce a função esporadicamente até hoje, ministrando aulas em Direito Portuário e Regulação dos Transportes. Desse intercâmbio, produziu material acadêmico que acabou por ser publicado na coletânea The IMLI Manual on International Maritime Law, da Oxford University Press (en), em 2016.
Em 2014, assumiu como professor titular da disciplina de Regulação dos Transportes do Mestrado em Engenharia dos Transportes da Universidade Federal de Santa Catarina, cumulando a função com o precedente posto de docente na pós-graduação stricto sensu da Universidade do Vale do Itajaí. Tem ainda atuado como professor nas pós-graduações lato sensu em Direito da Aduana e do Comércio Exterior nessa última universidade, em Direito Aduaneiro no Centro Universitário Curitiba e em Direito Marítimo e Portuário na Universidade Católica de Santos e na Faculdade Maurício de Nassau.

### Vida pessoal
Casado com Viviane França Syrozinski Agripino, tem dois filhos, Osvaldo Agripino de Castro Neto e Bernardo Agripino de Castro.

### Livros
- Limitação da responsabilidade civil no transporte marítimo. Rio de Janeiro: Renovar, 2016. (co-autoria com Norman Augusto Martínez Gutiérrez)
- Direito Portuário e a Nova Regulação. São Paulo: Aduaneiras, 2015.
- Contratos Marítimos e Portuários: Responsabilidade Civil. São Paulo: Aduaneiras, 2015. (org.)
- Marinha Mercante Brasileira: Cabotagem, Longo Curso e Bandeira de (in)conveniência. São Paulo: Aduaneiras, 2014.
- Direito, Regulação e Logística. Belo Horizonte: Editora Fórum, 2013. (org.)
- Direito Marítimo: Temas Atuais. Belo Horizonte: Fórum, 2012. (org.)
- Direito Marítimo, Regulação e Desenvolvimento. Belo Horizonte: Fórum, 2011. (org.)
- Direito Portuário, Regulação e Desenvolvimento. 2ª ed. Belo Horizonte: Fórum, 2011. (org.)
- Direito e Comércio Internacional: Aspectos Destacados. São Paulo: Quartier Latin, 2010. (org.)
- Direito Regulatório e Inovação nos Transportes e Portos nos Estados Unidos e Brasil. Florianópolis: Conceito Editorial, 2009.
- Direito Marítimo Made in Brasil. São Paulo: LEX Editora, 2007. (org.)
- Temas Atuais de Direito do Comércio Internacional, Volume II. Florianópolis: Editora da OAB/SC, 2005. (org.)
- Temas Atuais de Direito do Comércio Internacional, Volume I. Florianópolis: Editora da OAB/SC, 2004. (org.)
- Introdução ao Direito e Desenvolvimento: Estudo comparado para a reforma do sistema judicial. Brasília: Editora da OAB, 2004.
- Introdução à História do Direito: Estados Unidos x Brasil. Florianópolis: CESUSC, 2001.
- Democratização do Poder Judiciário. 2ª ed. Porto Alegre: Sérgio Antônio Fabris, 1998.
- Guia da Cidadania: Teoria, Prática e Legislação. Rio de Janeiro: Lumen Juris, 1998.

### Artigos e capítulos de livros destacados
- Importância da limitação da responsabilidade civil para as atividades marítimas e portuárias. In: CORTESSI GARAYO, Oscar Benito (org). Derecho Marítimo: Legislácion comparada. Assunción: Assessoria Técnica Marítima e Portuária, 2017. p. 505-529.
- Direito Marítimo, Constituição e Ordem Pública. In: ZENEDIN GLITZ, Frederico Eduardo (org.). Questões de Direito Internacional: Pessoa, comércio e procedimento. Curitiba: JML Bookstore, 2017. p. 84-105.
- Concessão e arrendamento na nova lei dos portos. In: CRUZ, Paulo Márcio; BRANDÃO, Paulo de Tarso; OLIVIERO, Maurizio (org.). O direito contemporâneo e diálogos científicos UNIVALI e Perugia. Perugia: Università Degli Studi di Perugia, 2016. p. 456-481.
- Law of Harbours and Pilotage. In: ATTARD, David Joseph (org.). The IMLI Manual on Internacional Maritime Law, Volume II: Shipping Law. Oxford: Oxford University Press, 2016. p. 423-449. (co-autoria com Cesar Luiz Pasold)
- (In)Constitucionalização do Direito Marítimo: Breves Notas. Revista Direito Aduaneiro, Marítimo e Portuário, v. 32, p. 72-100, 2016.
- Defesa da Concorrência na Nova Lei dos Portos. Revista de Defesa da Concorrência, v. 4, p. 183-209, 2016.
- Breves notas sobre a Defesa da Concorrência no setor portuário. In: PEREIRA, Cesar; SCHWIND, Rafael Wallbach (org.). Direito Portuário Brasileiro. São Paulo: Marcial Pons, 2015. p. 214-232.
- Medidas de Defesa Comercial: Possibilidades e limites dos princípios da razoabilidade e proporcionalidade. In: BRITTO, Demes (org.). Questões Controvertidas do Direito Aduaneiro. São Paulo: IOB Folhamatic Sage, 2014. p. 683-714. (co-autora com Alexandre Pinto Calaes)
- Gerenciando o Risco nas atividade marítimas e portuárias: A Importância da Limitação da responsabilidade civil. In: MOREIRA, Egon Bockman (org.). Portos e seus regimentos jurídicos: A Lei nº 12.815/2013 e seus desafios. Belo Horizonte: Forum, 2014. p. 303-324.
- Breves Notas sobre arbitragem marítima e portuária. Revista de Direito Público da Economia, v. 46, p. 171-190, 2014.
- O Poder Concedente e a Autoridade Portuária. In: MORAIS SILVA, Francisco Carlos de (org.). Manual de Direito Portuário. Vila Velha: ABOVE, 2013. p. 97-139.
- Aspectos destacados da Proteção do Meio Ambiente Marinho no Brasil. In: MILARÉ, Édis; LEME MACHADO, Paulo Affonso (org.). Doutrinas Essenciais: Direito Ambiental, Volume II: Conservação e Degradação do Meio Ambiente. São Paulo: Revista dos Tribunais, 2011. p. 1219-1244.
- Draft Survey no transporte de granel líquido: aspectos conceituais e implicações jurídicas. Revista Direito Aduaneiro, Marítimo e Portuário, v. 4, p. 57-69, 2011.
- Análise comparativa da regulação dos transportes aéreos nos Estados Unidos e Brasil: breves notas. Revista de Literatura dos Transportes, v. 5, p. 163-174, 2011.
- Principais aspectos do Direito Marítimo e sua relação com a Lex Mercatoria e Lex Maritima. Sequência (UFSC), v. 31, p. 195-226, 2010.
- Brazilian Maritime Law: A General Overview. Novos Estudos Jurídicos, v. 14, p. 255-279, 2009.